# Massacre de Sabra e Chatila
O Massacre de Sabra e Chatila (em árabe: مذبحة صبرا وشاتيلا‎, transl. Maḏbaḥat Ṣabrā wa Shātīlā) foi o massacre de entre 1.500 e 3.500 pessoas - a maioria delas libaneses xiitas e refugiados civis palestinos - entre 16 e 18 de setembro de 1982. O massacre foi perpetrado pela milícia maronita liderada por Elie Hobeika, como retaliação pelo assassinato do presidente eleito do país e líder falangista, Bachir Gemayel, com o apoio das Forças de Defesa de Israel. O evento ocorreu nos campos de refugiados palestinos de Sabra (صبرا, Sabrā) e Chatila (وشاتيلا, Shātīlā), situados na periferia sul de Beirute, área que se encontrava então sob ocupação das forças armadas de Israel.
A pedido dos falangistas libaneses, as forças israelenses cercaram Sabra e Chatila, bloquearam as saídas dos campos para impedir a saída dos moradores. "A carnificina começou imediatamente. Continuaria até o meio-dia de sábado. A noite não trouxe nenhum descanso; o oficial de ligação falangista pediu iluminação, e os israelenses,  diligentemente, atenderam o pedido, disparando foguetes de iluminação", enquanto grupos de milicianos, com cerca de 150 homens cada um, iam chegando aos campos para prosseguir com a execução do massacre.

## Descrição
A possibilidade dos ataques era previsível. Bashir Gemayel, líder da organização de extrema-direita Falanges Libanesas, considerava os refugiados palestinos como "população excedente". Bashir foi assassinado em 14 de setembro de 1982. No dia 16, os campos foram atacados.
O massacre ocorreu em uma área diretamente controlada pelo exército israelense, durante a Invasão do Líbano de 1982, entre 16 e 18 de setembro do mesmo ano. O número de vítimas não é bem conhecido e, conforme a fonte, a estimativa pode variar de algumas centenas a 3 500 pessoas - na grande maioria crianças, mulheres e idosos - foram mortos pelos falangistas.
A Corte Suprema de Israel considerou o Ministro da Defesa do país, Ariel Sharon, pessoalmente responsável pelo massacre, por ter falhado na proteção aos refugiados.
Sharon, quando candidato a primeiro-ministro de Israel, lamentou as mortes e negou qualquer responsabilidade. A repercussão do massacre, entretanto, fez com que fosse demitido do cargo de Ministro da Defesa.

### Condenação das Nações Unidas
Em 16 de dezembro de 1982, a Assembleia-Geral das Nações Unidas condenou o massacre declarando-o um ato de genocídio. A secção D da resolução, que "definiu o massacre como um ato de genocídio", foi adotada por 123 votos a favor, 0 contra e 22 abstenções.

### Repercussão
De acordo com Robert Fisk, Osama bin Laden citou o massacre de Sabra e Chatila como uma das motivações para o atentado às Torres Khobar em 1996, no qual a Al-Qaeda atacou um complexo habitacional da Força Aérea Americana na Arábia Saudita.

## No Brasil
Na época, a revista Veja tinha como seu correspondente no Líbano o repórter Alessandro Porro, judeu nascido na Itália e naturalizado brasileiro, que desmontou a alegação de que o exército de Israel não percebera a ocorrência do massacre. Porro chegou mesmo a contar os 183 passos que separavam os campos de refugiados e o quartel israelense, o que foi considerado um furo jornalístico. 
"Segundo o testemunho de um major do Exército libanês, confirmado pelo guardião da antiga Embaixada do Kuwait, uma unidade israelense com três tanques Merkava e pelo menos cinco blindados estava aquartelada a menos de 200 metros daquelas primeiras casas do setor sul de Chatila."

## Mídia Relacionada
Em 2008 foi lançado um filme de animação sobre o episódio (ver artigo principal Valsa com Bashir). 